# Ya`qûb (Rostémides)
Vous pouvez aider à l'améliorer ou bien discuter des problèmes sur sa page de discussion.
- Certaines informations devraient être mieux reliées aux sources mentionnées dans la bibliographie ou les liens externes. Améliorez sa vérifiabilité en les associant par des références. (Marqué depuis février 2025)
- Son texte doit être wikifié : il ne correspond pas à la mise en forme Wikipédia (style, typographie, liens internes, liens entre les wikis, etc.). (Marqué depuis février 2025)
- Les conventions bibliographiques ne sont pas respectées. La bibliographie et les liens externes sont à corriger. (Marqué depuis février 2025)
- Il n’est pas rédigé dans un style encyclopédique. (Marqué depuis février 2025)
- La traduction doit être revue. Le contenu est difficilement compréhensible à cause d’erreurs de traduction, peut-être dues à l’utilisation d’un logiciel de traduction automatique. (Marqué depuis février 2025)

Yaqub ibn Aflah ( arabe : أبو حاتم يوسف بن محمد الحكم ; d/d - 901 ) est le septième imam de l'État rostémide, entre 897 et 901.

## Biographie
Le troisième fils de l'imam Aflah ibn Abd al-Wahhab. Il a reçu une bonne éducation mais peu d'autres informations sont disponibles à son sujet. En 897, il contribua au renversement de son neveu Yusuf, après quoi il devint lui-même imam. Cependant, les Khawar berbères, cheikhs qui limitèrent grandement le pouvoir de Yaqub ibn Aflah, prirent de ce fait un poids politique significatif.
En 901, il fut renversé par son neveu Abû-Hâtim Yûsuf, qui revint pour la deuxième fois sur le trône.

## Crédit d'auteurs
- (uk) Cet article est partiellement ou en totalité issu de l’article de Wikipédia en ukrainien intitulé « Якуб ібн Афлах » (voir la liste des auteurs).